# 戴才
戴才（1514年—1586年），字子需，号晋菴。直隸河間府滄州人。明朝政治人物，同進士出身。

## 生平
正德九年（1514年）甲戌十一月十三日卯时生，嘉靖二十二年（1543年）癸卯科順天府鄉試第五十六名，嘉靖二十三年（1544年），登第三甲第二百一十一名進士。初授行人司行人。二十八年（1549年）十一月选授户科给事中，巡视光禄寺，三十一年五月升吏科右给事，三十二年三月升工科左，復除吏科左，三十五年六月升兵科都给事中，三十六年三月升南京太仆寺少卿，四十年闰五月起为都察院右佥都御史、巡抚甘肃，四十五年四月升右副都御史、巡抚陕西，闰十月以地方失事革任听勘。
隆慶元年（1567年）十二月起復河南巡抚，二年三月改任大理寺卿，历升刑部右侍郎、左侍郎，四年八月改户部左侍郎，又兼都察院右佥都御史、督理通州等处粮饷，九月回部管事。十二月任都察院右都御史、兼兵部左侍郎、总督陕西三边军务，六年（1571年）十一月以延宁二镇互市告竣，加兵部尚书銜。
萬曆元年（1573年）九月以兵部尚书掌南京都察院事，二年六月改南京刑部尚书，再改南京兵部尚书、参赞机务。诰授资政大夫，丁忧归。万历十四年（1586年）丙戌九月二十五日酉时卒，寿七十三，赠太子少保。赐祭四坛，崇祀乡贤、忠义两祠。

## 家族
曾祖戴慶；祖父戴宣；父戴臣，號海滨。母蕭氏。
配田氏（1514-1552年），诰赠夫人；继配穆氏，诰封夫人。葬沧州城东茔。子二：绍科，田夫人出，娶庠生袁志之女；绍庭，穆夫人出。